# Molokai
Moloka'i eller Molokai er en ø i den amerikanske delstat Hawaii. Øen er 673.4 km² stor, hvilket gør den til den femtestørste af de Hawaiianske øer, og den 27. største ø i USA.